# Metavariscite
La metavariscite è un minerale appartenente al gruppo omonimo.